# Liste des subdivisions administratives du Gansu

Le Gansu

La structure administrative du Gansu, province de la république populaire de Chine, est constituée des trois niveaux suivants :
- 14 subdivisions de niveau préfecture
  - 12 villes-préfectures
  - 2 préfectures autonomes
- 86 subdivisions de niveau district
  - 4 villes-districts
  - 58 xian
  - 7 xian autonome
  - 17 districts
- 1348 subdivisions de niveau canton
  - 457 bourgs
  - 740 cantons
  - 30 cantons ethniques
  - 121 sous-districts

La table ci-dessous donne uniquement la liste des divisions de niveau préfecture et de niveau district.
| Niveau préfecture                                                              | Niveau district | Niveau district | Niveau district |
| Niveau préfecture                                                              | Nom | Chinois (simplifié) | Pinyin |
| ------------------------------------------------------------------------------ | --- | --- | --- |
| Ville de Lanzhou 兰州市 Lánzhōu Shì                                            | District de Chengguan | 城关区 | Chéngguān Qū |
| Ville de Lanzhou 兰州市 Lánzhōu Shì                                            | District de Qilihe | 七里河区 | Qīlǐhé Qū |
| Ville de Lanzhou 兰州市 Lánzhōu Shì                                            | District de Xigu | 西固区 | Xīgù Qū |
| Ville de Lanzhou 兰州市 Lánzhōu Shì                                            | District d'Anning | 安宁区 | Ānníng Qū |
| Ville de Lanzhou 兰州市 Lánzhōu Shì                                            | District de Honggu | 红古区 | Hónggǔ Qū |
| Ville de Lanzhou 兰州市 Lánzhōu Shì                                            | Xian de Yongdeng | 永登县 | Yǒngdēng Xiàn |
| Ville de Lanzhou 兰州市 Lánzhōu Shì                                            | Xian de Gaolan | 皋兰县 | Gāolán Xiàn |
| Ville de Lanzhou 兰州市 Lánzhōu Shì                                            | Xian de Yuzhong | 榆中县 | Yúzhōng Xiàn |
| Ville de Jiayuguan 嘉峪关市 Jiāyùguān Shì                                      | Aucune division de niveau xian. Le gouvernement de la ville administre directement 9 divisions de niveau canton (6 sous-districts, 3 cantons). | Aucune division de niveau xian. Le gouvernement de la ville administre directement 9 divisions de niveau canton (6 sous-districts, 3 cantons). | Aucune division de niveau xian. Le gouvernement de la ville administre directement 9 divisions de niveau canton (6 sous-districts, 3 cantons). |
| Ville de Jinchang 金昌市 Jīnchāng Shì                                          | District de Jinchuan | 金川区 | Jīnchuān Qū |
| Ville de Jinchang 金昌市 Jīnchāng Shì                                          | Xian de Yongchang | 永昌县 | Yǒngchāng Xiàn |
| Ville de Baiyin 白银市 Báiyín Shì                                              | District de Baiyin | 白银区 | Báiyín Qū |
| Ville de Baiyin 白银市 Báiyín Shì                                              | District de Pingchuan | 平川区 | Píngchuān Qū |
| Ville de Baiyin 白银市 Báiyín Shì                                              | Xian de Jingyuan | 靖远县 | Jìngyuǎn Xiàn |
| Ville de Baiyin 白银市 Báiyín Shì                                              | Xian de Huining | 会宁县 | Huìníng Xiàn |
| Ville de Baiyin 白银市 Báiyín Shì                                              | Xian de Jingtai | 景泰县 | Jǐngtài Xiàn |
| Ville de Tianshui 天水市 Tiānshuǐ Shì                                          | District de Qinzhou | 秦州区 | Qínzhōu Qū |
| Ville de Tianshui 天水市 Tiānshuǐ Shì                                          | District de Maiji | 麦积区 | Màijī Qū |
| Ville de Tianshui 天水市 Tiānshuǐ Shì                                          | Xian de Qingshui | 清水县 | Qīngshuǐ Xiàn |
| Ville de Tianshui 天水市 Tiānshuǐ Shì                                          | Xian de Qin'an | 秦安县 | Qín'ān Xiàn |
| Ville de Tianshui 天水市 Tiānshuǐ Shì                                          | Xian de Gangu | 甘谷县 | Gāngǔ Xiàn |
| Ville de Tianshui 天水市 Tiānshuǐ Shì                                          | Xian de Wushan | 武山县 | Wǔshān Xiàn |
| Ville de Tianshui 天水市 Tiānshuǐ Shì                                          | Xian autonome hui de Zhangjiachuan | 张家川回族自治县 | Zhāngjiāchuān huízú Zìzhìxiàn |
| Ville de Wuwei 武威市 Wǔwēi Shì                                                | District de Liangzhou | 凉州区 | Liángzhōu Qū |
| Ville de Wuwei 武威市 Wǔwēi Shì                                                | Xian de Minqin | 民勤县 | Mínqín Xiàn |
| Ville de Wuwei 武威市 Wǔwēi Shì                                                | Xian de Gulang | 古浪县 | Gǔlàng Xiàn |
| Ville de Wuwei 武威市 Wǔwēi Shì                                                | Xian autonome tibétain de Tianzhu | 天祝藏族自治县 | Tiānzhù zàngzú Zìzhìxiàn |
| Ville de Jiuquan 酒泉市 Jiǔquán Shì                                            | District de Suzhou | 肃州区 | Sùzhōu Qū |
| Ville de Jiuquan 酒泉市 Jiǔquán Shì                                            | Ville de Yumen | 玉门市 | Yùmén Shì |
| Ville de Jiuquan 酒泉市 Jiǔquán Shì                                            | Ville de Dunhuang | 敦煌市 | Dūnhuáng Shì |
| Ville de Jiuquan 酒泉市 Jiǔquán Shì                                            | Xian de Jinta | 金塔县 | Jīntǎ Xiàn |
| Ville de Jiuquan 酒泉市 Jiǔquán Shì                                            | Xian de Guazhou | 瓜州县 | Guāzhōu Xiàn |
| Ville de Jiuquan 酒泉市 Jiǔquán Shì                                            | Xian autonome mongol de Subei | 肃北蒙古族自治县 | Sùběi měnggǔzú Zìzhìxiàn |
| Ville de Jiuquan 酒泉市 Jiǔquán Shì                                            | Xian autonome kazakh d'Aksay | 阿克塞哈萨克族自治县 | Ākèsài hāsàkèzú Zìzhìxiàn |
| Ville de Zhangye 张掖市 Zhāngyè Shì                                            | District de Ganzhou | 甘州区 | Gānzhōu Qū |
| Ville de Zhangye 张掖市 Zhāngyè Shì                                            | Xian de Minle | 民乐县 | Mínlè Xiàn |
| Ville de Zhangye 张掖市 Zhāngyè Shì                                            | Xian de Linze | 临泽县 | Línzé Xiàn |
| Ville de Zhangye 张掖市 Zhāngyè Shì                                            | Xian de Gaotai | 高台县 | Gāotái Xiàn |
| Ville de Zhangye 张掖市 Zhāngyè Shì                                            | Xian de Shandan | 山丹县 | Shāndān Xiàn |
| Ville de Zhangye 张掖市 Zhāngyè Shì                                            | Xian autonome yugur de Sunan | 肃南裕固族自治县 | Sùnán yùgùzú Zìzhìxiàn |
| Ville de Qingyang 庆阳市 Qìngyáng Shì                                          | District de Xifeng | 西峰区 | Xīfēng Qū |
| Ville de Qingyang 庆阳市 Qìngyáng Shì                                          | Xian de Qingcheng | 庆城县 | Qìngchéng Xiàn |
| Ville de Qingyang 庆阳市 Qìngyáng Shì                                          | Xian de Huan | 环县 | Huán Xiàn |
| Ville de Qingyang 庆阳市 Qìngyáng Shì                                          | Xian de Huachi | 华池县 | Huáchí Xiàn |
| Ville de Qingyang 庆阳市 Qìngyáng Shì                                          | Xian de Heshui | 合水县 | Héshuǐ Xiàn |
| Ville de Qingyang 庆阳市 Qìngyáng Shì                                          | Xian de Zhengning | 正宁县 | Zhèngníng Xiàn |
| Ville de Qingyang 庆阳市 Qìngyáng Shì                                          | Xian de Ning | 宁县 | Níng Xiàn |
| Ville de Qingyang 庆阳市 Qìngyáng Shì                                          | Xian de Zhenyuan | 镇原县 | Zhènyuán Xiàn |
| Ville de Pingliang 平凉市 Píngliáng Shì                                        | District de Kongtong | 崆峒区 | Kōngtóng Qū |
| Ville de Pingliang 平凉市 Píngliáng Shì                                        | Xian de Jingchuan | 泾川县 | Jīngchuān Xiàn |
| Ville de Pingliang 平凉市 Píngliáng Shì                                        | Xian de Lingtai | 灵台县 | Língtái Xiàn |
| Ville de Pingliang 平凉市 Píngliáng Shì                                        | Xian de Chongxin | 崇信县 | Chóngxìn Xiàn |
| Ville de Pingliang 平凉市 Píngliáng Shì                                        | Xian de Huating | 华亭县 | Huátíng Xiàn |
| Ville de Pingliang 平凉市 Píngliáng Shì                                        | Xian de Zhuanglang | 庄浪县 | Zhuānglàng Xiàn |
| Ville de Pingliang 平凉市 Píngliáng Shì                                        | Xian de Jingning | 静宁县 | Jìngníng Xiàn |
| Ville de Dingxi 定西市 Dìngxī Shì                                              | District d'Anding | 安定区 | Āndìng Qū |
| Ville de Dingxi 定西市 Dìngxī Shì                                              | Xian de Tongwei | 通渭县 | Tōngwèi Xiàn |
| Ville de Dingxi 定西市 Dìngxī Shì                                              | Xian de Lintao | 临洮县 | Líntáo Xiàn |
| Ville de Dingxi 定西市 Dìngxī Shì                                              | Xian de Zhang | 漳县 | Zhāng Xiàn |
| Ville de Dingxi 定西市 Dìngxī Shì                                              | Xian de Min | 岷县 | Mín Xiàn |
| Ville de Dingxi 定西市 Dìngxī Shì                                              | Xian de Weiyuan | 渭源县 | Wèiyuán Xiàn |
| Ville de Dingxi 定西市 Dìngxī Shì                                              | Xian de Longxi | 陇西县 | Lǒngxī Xiàn |
| Ville de Longnan 陇南市 Lǒngnán Shì                                            | District de Wudu | 武都区 | Wǔdū Qū |
| Ville de Longnan 陇南市 Lǒngnán Shì                                            | Xian de Cheng | 成县 | Chéng Xiàn |
| Ville de Longnan 陇南市 Lǒngnán Shì                                            | Xian de Dangchang | 宕昌县 | Dàngchāng Xiàn |
| Ville de Longnan 陇南市 Lǒngnán Shì                                            | Xian de Kang | 康县 | Kāng Xiàn |
| Ville de Longnan 陇南市 Lǒngnán Shì                                            | Xian de Wen | 文县 | Wén Xiàn |
| Ville de Longnan 陇南市 Lǒngnán Shì                                            | Xian de Xihe | 西和县 | Xīhé Xiàn |
| Ville de Longnan 陇南市 Lǒngnán Shì                                            | Xian de Li | 礼县 | Lǐ Xiàn |
| Ville de Longnan 陇南市 Lǒngnán Shì                                            | Xian de Liangdang | 两当县 | Liǎngdāng Xiàn |
| Ville de Longnan 陇南市 Lǒngnán Shì                                            | Xian de Hui | 徽县 | Huī Xiàn |
| Préfecture autonome hui de Linxia 临夏回族自治州 Línxià huizù Zìzhìzhōu        | Ville de Linxia | 临夏市 | Línxià Shì |
| Préfecture autonome hui de Linxia 临夏回族自治州 Línxià huizù Zìzhìzhōu        | Xian de Linxia | 临夏县 | Línxià Xiàn |
| Préfecture autonome hui de Linxia 临夏回族自治州 Línxià huizù Zìzhìzhōu        | Xian de Kangle | 康乐县 | Kānglè Xiàn |
| Préfecture autonome hui de Linxia 临夏回族自治州 Línxià huizù Zìzhìzhōu        | Xian de Yongjing | 永靖县 | Yǒngjìng Xiàn |
| Préfecture autonome hui de Linxia 临夏回族自治州 Línxià huizù Zìzhìzhōu        | Xian de Guanghe | 广河县 | Guǎnghé Xiàn |
| Préfecture autonome hui de Linxia 临夏回族自治州 Línxià huizù Zìzhìzhōu        | Xian de Hezheng | 和政县 | Hézhèng Xiàn |
| Préfecture autonome hui de Linxia 临夏回族自治州 Línxià huizù Zìzhìzhōu        | Xian autonome Dongxiang | 东乡族自治县 | Dōngxiāngzú Zìzhìxiàn |
| Préfecture autonome hui de Linxia 临夏回族自治州 Línxià huizù Zìzhìzhōu        | Xian autonome bonan, dongxiang et salar de Jishishan                                                                                           | 积石山保安族东乡族 撒拉族自治县 | Jīshíshān bǎo'ānzú dōngxiāngzú sālāzú Zìzhìxiàn                                                                                                |
| Préfecture autonome tibétaine de Gannan 甘南藏族自治州 Gānnán zàngzú Zìzhìzhōu | Ville de Hezuo | 合作市 | Hézuò Shì |
| Préfecture autonome tibétaine de Gannan 甘南藏族自治州 Gānnán zàngzú Zìzhìzhōu | Xian de Lintan | 临潭县 | Líntán Xiàn |
| Préfecture autonome tibétaine de Gannan 甘南藏族自治州 Gānnán zàngzú Zìzhìzhōu | Xian de Jonê | 卓尼县 | Zhuóní Xiàn |
| Préfecture autonome tibétaine de Gannan 甘南藏族自治州 Gānnán zàngzú Zìzhìzhōu | Xian de Zhugqu | 舟曲县 | Zhōuqū Xiàn |
| Préfecture autonome tibétaine de Gannan 甘南藏族自治州 Gānnán zàngzú Zìzhìzhōu | Xian de Têwo | 迭部县 | Diébù Xiàn |
| Préfecture autonome tibétaine de Gannan 甘南藏族自治州 Gānnán zàngzú Zìzhìzhōu | Xian de Maqu | 玛曲县 | Mǎqū Xiàn |
| Préfecture autonome tibétaine de Gannan 甘南藏族自治州 Gānnán zàngzú Zìzhìzhōu | Xian de Luqu | 碌曲县 | Lùqū Xiàn |
| Préfecture autonome tibétaine de Gannan 甘南藏族自治州 Gānnán zàngzú Zìzhìzhōu | Xian de Xiahe | 夏河县 | Xiàhé Xiàn |